# Мак Рейнольдс
Мак Рейнольдс (англ. Mack Reynolds; 11 листопада 1917 — 30 січня 1983) — американський письменник-фантаст.

## Псевдоніми
Періодично використовував імена Кларк Коллінз (англ. Clark Collins), Ґай Мак-Корд (англ. Guy McCord), Марк Меллорі (англ. Mark Mallory), Даллас Росс (англ. Dallas Ross).
Два готичні твори підписав як Мексін Рейнольдс (англ. Maxine Reynolds).
Один нефантастичний твір підписав як Тодд Гардінг (англ. Todd Harding).
Ранні твори підписував як Фредрік Браун (англ. Fredric Brown), зокрема Джо Маузер (англ. Joe Mauser) і Щасливий кінець (англ. Happy Ending).

## Політична діяльність
24 роки був активним членом Американської соціалістичної робітничої партії, від якої двічі висувався на посаду Президента США його батько.

## Робота
1953-63 був закордонним кореспондентом журналу Роуг (англ. Rogue), багато подорожував і почав використовувати власний досвід у оповіданнях на соціоекономічні теми.

## Творчість
Під впливом політичних поглядів його «войовничий радикалізм» приглушено присутній у творах, іноді іронічно, що робило його дисидентом у крайньо правому крилі письменників, які працювали з Джоном Кемпбелом у журналі Astounding Science Fiction. Рейнольдс був одним з кількох письменників, які писали за сюжетами Кемпбела.
Перший твір, «Пригода з маленьким зеленим чоловічком» (англ. The Case of the Little Green Men), у якому йшлося про таємниче вбивство на науково-фантастичному з'їзді, було видано 1951. Після цього минуло 10 років, перш ніж було опубліковано наступний роман.
Багато коротких журнальних оповідань впродовж 1960х-70х було розширено і об'єднано у романи.
Впродовж 1965—1972 твори Рейнольдса стали значно комерційнішими. Він продовжував писати твори за сюжетами Кемпбела. Ці твори були насичені переважно буфонадою.
З кінця 1969 Рейнольдс майже три роки не писав фантастику, а працював у інших жанрах.
1976 видано збірку «Найкраще з Мака Рейнольдса» (англ. The Best of Mack Reynolds), з розгорнутим поясненням рішення Рейнольдса зосередитися на фантастиці, у якій він пояснював соціальні й економічні проблеми, а також використовував отримані завдяки подорожам знання.
Останні твори вийшли по смерті автора під редакцією Діна Інга.

### Окремі твори
«Пригода з маленьким зеленим чоловічком» (англ. The Case of the Little Green Men), 1951.
Сатиричний роман «Майбутнє може змінитися» (англ. Tomorrow Might be Different), 1975, розширений з надрукованого в листопаді 1960 в журналі Fantasy & Science Fiction оповідання «Росіянці, йдіть додому!» (англ. Russkies Go Home!), описував як СРСР економічно випередив США і став лідером світової економіки.
«Космічне око» (англ. The Cosmic Eye), видано у січні 1963 в журналі «Фентезі & Сайнс фікшн» як «Забігайлівка» (англ. Speakeasy), розширено 1969 — малопереконливий твір, у якому події відбуваються у майбутніх США, де заборонено вільно говорити.
«Шибайголова» (англ. Romp), видано у жовтні 1966 в журналі «Аналог», — перший з серії кримінальних творів, перевиданих з розширенням як «Поліцейський патруль. 2000 рік н. е.» (англ. Police Patrol: 2000 A.D.).
«Планета амазонок», видано у грудні 1966-лютому 1967 в журналі «Аналог», перевидано 1975.
«Божої сили» (англ. Of Godlike Power), видано 1966, під назвою «Земля не знала» (англ. Earth Unaware) видано 1968. Гумористичний твір про священика, прокляття якого збувалися.
«Космічний першопроходець» (англ. Space Pioneer), видано 1966.
«Після позавтра» (англ. After Some Tomorrow), видано 1967.
"Комп'ютерна війна " (англ. Computer War), видано 1967.
«Комп'ютерна змова» (англ. The Computer Conspiracy), видано 1968.
«Космічні варвари» (англ. The Space Barbarians), розширено 1969.
«Розумна планета» (англ. Brain World), видано 1978.
«Вічність» (англ. Eternity), видано 1984 під редакцією Діна Інга.
«Милий дім 2010 н. е.» (англ. Home Sweet Home: 2010 A.D.), видано 1984 під редакцією Діна Інга.
«Інший час» (англ. The Other Time), видано 1984 під редакцією Діна Інга.
«Космічний пошук» (англ. Space Search), видано 1984.
«Смертоносна планета» (англ. Deathwish World), видано 1986 під редакцією Діна Інга.

### Серії

#### «Відділ Джи»
Роман «Таємний планетарний агент» (англ. Planetary Agent X), створений 1965 об'єднанням коротких творів, був першим твором з серії «Відділ Джи» (ісп. Section G), у якому діють таємні агенти-диверсанти Організації Об'єднаних Планет, які вивчають причини соціоекономічного прогресу у віддалених колоніях Галактичної імперії.
1966 видано роман «Планета Світанкового» (англ. Dawnman Planet), вперше опублікований у журналі «Аналог» у грудні 1965 — січні 1966 під назвою «Вулик» (англ. Beehive).
1967 видано розширений з оповідання роман «Рігельці-суперники» (англ. The Rival Rigelians), вперше опублікований у журналі «Аналог» у серпні 1960 під назвою «Адаптація». У романі іронічно описано експеримент, у якому порівнюють американський капіталізм і радянський комунізм на примітивній планеті.
1968 видано «Кодекс битви» (англ. Code Duello).
1976 видано створений з двох оповідань роман «Відділ Джи: Об'єднані планети» (англ. Section G: United Planets), вперше опублікований у журналі «Аналог» у вересні 1967 як «Фієста відваги» (англ. Fiesta Brava) і «Психовбивця» (англ. Psi Assassin).

#### Гомер Крофорд
«Ярмо чорного» (англ. Black Man's Burden), видано у грудні 1961-квітні 1962 в журналі «Аналог», переписано 1972.
Кордон, походження чи народження (англ. Border, Breed nor Birth) видано у липні-серпні 1962 в журналі «Аналог», переписано 1972.
Найкраще поріддя (англ. The Best Ye Breed), видано 1978 об'єднанням оповідання «Заблукала чорна вівця» (англ. Black Sheep Astray, 1973) і виправленої версії оповідання «Холодна війна… триває» (англ. The Cold War ... Continued, 1973).

#### Джо Маузер
У серії описано майбутні США, у яких корпоративні розбіжності вирішуються псевдогладіаторськими змаганнями, які подаються ЗМІ як розвага. До змагань залучені невеликі професійні армії, які використовують невисоктехнологічну зброю (таку, що історично з'явилася до 1900).
У перших двох творах серії присутні повчання, наступні твори — звичайні пригоди.
«Післязавтра» (англ. Day After Tomorrow), видано у серпні 1961 в журналі «Аналог» як «Статус-кво» (англ. Status Quo), розширено 1976.
«Найманець з майбутнього» (англ. Mercenary from Tomorrow), видано у квітні 1962 в журналі «Аналог» як «Найманець» (англ. Mercenary), розширено 1968.
«Земна війна» (англ. The Earth War) видано у березні-квітні 1963 в журналі «Аналог» як «Байдужа бійка» (англ. Frigid Fracas), перевидано 1963.
«Гладіатор часу» (англ. Time Gladiator), видано у жовтні-грудні 1964 в журналі «Аналог» як «Добраніч, добрі правителі» (англ. Sweet Dreams, Sweet Princes), розширено 1966, відредаговано 1986 Майклом Бенксом.
«Бойовий агент» (англ. The Fracas Factor), видано 1978.
«Джо Маузер, найманець з майбутнього» (англ. Joe Mauser, Mercenary from Tomorrow), написано у співавторстві з Майклом Бенксом з використанням попередньо виданих творів, видано 1986.

#### Бет Гардін
Серія описувала великі мобільні будинки.
«Рухоме місто» (англ. Rolltown), видано у липні-вересні 1969 як «Міста мають рухатись» (англ. The Towns Must Roll), перевидано 1976.
«Місто 2000 н. е.» (англ. Commune 2000 A.D.), видано 1974.
«Вежі Утопії» (англ. The Towers of Utopia), видано 1975.

#### Утопія
«Поглянемо в минуле з року 2000» (англ. Looking Backward, from the Year 2000), видано 1973. Оновлена версія утопії Едварда Белламі «Погляд назад, 2000—1887» (англ. Looking Backward: 2000–1887). У творі подано думки Рейнольдса про політику й економіку в енергетично забезпеченому суспільстві.
«Рівність у році 2000» (англ. Equality: in the Year 2000), видано 1977. За основу взято сюжет твору «Здатність» (англ. Ability Quotient), виданого 1975, але змінено закінчення.
«Після Утопії» (англ. After Utopia), видано 1977. з включенням творів «Утопіст» (англ. Utopian), виданого 1970, і
«Випадковість мрії» (англ. Perchance to Dream), виданого 1977.

#### Лагранж
«П'ятикратний шпигун» (англ. The Five Way Secret Agent), видано у квітні-травні 1969 в журналі «Аналог», перевидано 1975, останній твір за сюжетом Кемпбелла.
«Місто-супутник» (англ. Satellite City), видано 1975.
«Острах майбутнього» (англ. Of Future Fears), видано у жовтні-грудні 1977 в журналі «Аналог».
У наступних трьох творах серії оповідалося про страждання нібито утопічної колонії, розташованої у точці Лагранжа L5.
«Лагранж П'ять» (англ. Lagrange Five), видано 1979.
«Лагранжисти» (англ. The Lagrangists), видано 1983 під редакцією Діна Інга.
«Безлад у Лагранжії» (англ. Chaos in Lagrangia), видано 1984 під редакцією Діна Інга.
«Троянська орбіта» (англ. Trojan Orbit), видано 1985 під редакцією Діна Інга.